# La femme de nulle part
La femme de nulle part è un lungometraggio muto del 1922 diretto da Louis Delluc.

## Trama
Il film la racconta la storia di una donna anziana, che torna nella casa dove aveva vissuto una grande storia d'amore molti anni prima. Qui incontra una giovane coppia che sta affrontando una crisi coniugale. La donna anziana osserva i loro conflitti e, attraverso il confronto con Il proprio passato e i propri ricordi, offre consigli e saggezza che aiutano i giovani a ritrovare un equilibrio nella loro relazione.